# Raphaël Milliès-Lacroix
Pour les articles homonymes, voir Lacroix.
Raphaël Milliès-Lacroix est un homme politique français né le 4 décembre 1850 à Dax (Landes) et mort le 12 octobre 1941 à Candresse (Landes). Maire de Dax et conseiller général des Landes, il fut élu sénateur, siégeant parmi les rangs de la Gauche démocratique radicale et radicale-socialiste, et fut nommé en 1906 ministre des Colonies du gouvernement Clemenceau. Il est enfin vice-président du Sénat de 1929 à 1933, date à laquelle il ne se représente plus aux élections, laissant son fils, Eugène, reprendre le flambeau.
Figure marquante de la Troisième République, il fut maire de Dax, conseiller général, et sénateur des Landes de 1897 à 1932. Il fut également ministre des Colonies au sein du premier gouvernement Clemenceau, du 25 octobre 1906 au 24 juillet 1909.

## Biographie
Raphaël Jacques Joseph Milliès-Lacroix est le fils du peintre Joseph-Eugène Milliès-Lacroix (1809-1856) et de Marie Joséphine Jouvenot, marchande. Il poursuit ses études secondaires à Dax avec le désir de se préparer à l'École polytechnique. Ses espoirs se trouveront déçus car, après son premier baccalauréat, cédant aux instances de son grand-père, il s'oriente vers le commerce de la draperie. La branche aînée de la famille Milliès, d'origine montalbanaise, s'installa à Dax au milieu du XIXe siècle en la personne de Joseph Eugène Milliès-Lacroix, dit Eugène Lacroix (Montauban 1809 - Dax 1856), père de Raphaël, et peintre religieux et portraitiste de quelque renommée. La guerre survient, Raphaël s'engage au 55e régiment de ligne et fait campagne dans l'Ouest. À la fin de la guerre, il revient dans son pays natal et, à l'âge de 21 ans, prend la direction de la maison de tissus en gros et la fait prospérer.
Bientôt, Raphaël Milliès-Lacroix se sent attiré par la vie publique. Ses sentiments républicains, très vifs, le poussent dès son jeune âge à s'engager dans la politique. Ainsi, dès 1873, il est membre du comité républicain puis, en 1877, secrétaire trésorier du comité républicain de résistance. Il est membre du comité républicain d'arrondissement de 1877 à 1885 et secrétaire général du comité républicain aux élections de 1885 et 1886 qui ont lieu au scrutin de liste.

### Responsabilités municipales et régionales
Son activité politique s'exerce d'abord sur le plan local. Il est élu conseiller municipal de Dax en 1879, maire-adjoint en 1880, maire en 1887. Il est très conscient du rôle d'un administrateur local et se révèle comme un ardent défenseur des prérogatives des élus locaux. C'est ainsi qu'en 1891, à propos des franchises municipales, il a un duel avec le sous-préfet de Dax, Plantié.
Le 6 octobre 1894, il prend délibérément un arrêté autorisant les courses de taureaux avec mise à mort dans sa ville…, alors que le mois précédent, le Président du Conseil et ministre de l'Intérieur, Charles Dupuy, avait adressé une circulaire aux préfets pour qu'ils interdisent ces spectacles dans leur département. Révoqué le 9 octobre par le Président de la République Jean Casimir-Perier, il sera réélu maire après cet incident.
Il est conseiller général des Landes en 1899, vice-président du Conseil général en 1908 et président en 1922.
Son activité sur le plan local sera fort bénéfique pour la ville de Dax. Il développe le thermalisme de la cité. On lui doit la création des thermes salins. Il réalise de grands travaux d'urbanisme qui changent complètement la physionomie de la ville. Intransigeant pour la défense de ses idées, il n'agit que dans la loyauté la plus parfaite et il en donne la preuve au moment de l'affaire Dreyfus. Partisan de la révision du procès et se trouvant à ce sujet en opposition avec la majorité du conseil municipal, il donne sa démission.
Il est membre titulaire de la Société de Borda dès sa création, en 1876.

### Sénateur de gauche et ministre
Les idées républicaines qu'il a si bien défendues sur le plan local, il entend les défendre sur le plan national.
Il se présente aux élections sénatoriales le 3 janvier 1897 dans le département des Landes et est élu par 357 voix contre 258 à Démoulins de Riols, en même temps que Lourties et Pazat. Il sera constamment réélu jusqu'en 1933 : par 481 voix sur 710 suffrages exprimés le 7 janvier 1906 ; par 421 voix sur 695 suffrages exprimés le 11 janvier 1920 et par 543 voix sur 664 suffrages exprimés le 9 janvier 1924. Il ne se représentera pas aux élections de 1933 et c'est son fils, Eugène, qui lui succédera.
Il est inscrit au groupe de la gauche démocratique radicale et radicale-socialiste.
En 1900, il est élu membre de la commission des Finances du Sénat et il est rapporteur du budget des Chemins de fer et de celui de l'Intérieur. À la suite de l'affaire des fiches qui fait tomber le gouvernement Émile Combes, il introduit l'amendement à l'origine de l'art. 65 de la loi du 22 avril 1905.
En 1906, dans son premier cabinet, Clemenceau en fait son ministre des Colonies. Il occupera ce poste jusqu'en 1909. À ce titre il visite - à ses frais- l'Afrique occidentale. Clemenceau l'avait surnommé « Le Nègre ».
Après la chute du premier ministère Clemenceau, il retourne à la commission des finances du Sénat, en 1910. Il est rapporteur des budgets des ministères de l'Intérieur et de la Guerre de 1911 à 1917 et, à ce titre, se préoccupe particulièrement de l'habillement et du harnachement. Il élabore un projet de réorganisation de nos arsenaux et établissements d'artillerie. Il est rapporteur général du budget au Sénat de 1917 à 1920, président de la commission du budget de 1920 à 1924. Élu vice-président du Sénat le 10 janvier 1929, il le restera jusqu'à la fin de son mandat sénatorial.
Il est l'auteur d'un projet de loi, adopté par les deux Chambres, sur la décentralisation administrative communale et départementale ; idée qui, nous le savons, lui était chère.

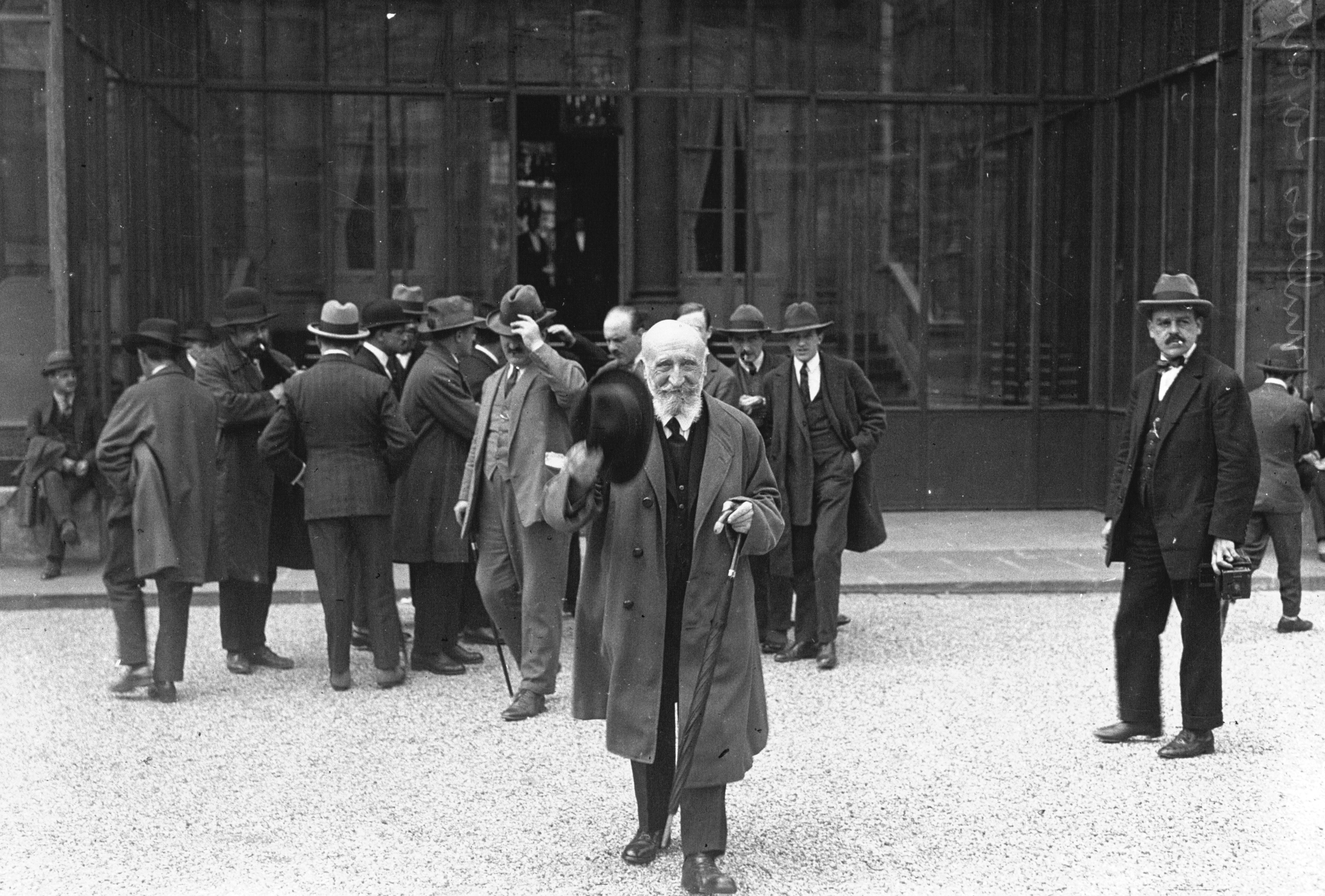
Consultation à l'Élysée (1926)

Son rapport sur le renouvellement du privilège de la Banque de France en novembre 1918 fut particulièrement remarqué. Il déposa aussi en 1897 une proposition de loi sur les incompatibilités parlementaires. Il est au Luxembourg le principal défenseur des courses de taureaux. Il soutint de ses votes le ministère Waldeck-Rousseau et le ministère Combes. Il vota la loi sur les associations, la loi de séparation des Églises et de l'État et apporta son soutien au gouvernement Poincaré.
Raphaël Milliès-Lacroix fut un travailleur assidu en commission, mais point orateur de séance publique. C'était un homme d'ordre, de méthode et de loyauté. Il fut très souvent sollicité d'accepter un portefeuille ministériel mais refusa toujours, à l'exception du ministère des Colonies proposé par Clemenceau, préférant se consacrer exclusivement au contrôle des finances publiques. Il était un des dirigeants du Dacquois, organe républicain de sa région.
Officier d'académie, titulaire de la croix du Mérite agricole, il avait refusé la Légion d'honneur, ne voulant pas céder aux sollicitations du ministre de l'Intérieur de l'époque, Dupuy, qui subordonnait l'attribution de cette haute distinction au retrait de sa candidature aux élections sénatoriales. Il est enterré au cimetière Saint-Pierre de Dax.